# Jeanne Peiffer
Jeanne Peiffer (* 20. August 1948 in Mersch) ist eine luxemburgische Mathematikhistorikerin.
Peiffer studierte an der Universität Luxemburg und ist dort Professorin. Peiffer ist eine Schülerin von René Taton. Sie  ist emeritierte Forschungsdirektorin des CNRS und am Centre Alexandre Koyré von CNRS und École des hautes études en sciences sociales (EHESS).
Sie befasst sich mit Wissenschaftsjournalen im 17. und 18. Jahrhundert auch unter wissenschaftssoziologischen Aspekten und mit der Geschichte der Spezialisierung von Mathematikzeitschriften, mit Perspektive in der Renaissance in Verbindung mit Geometrie und Optik, und dem Brief als Kommunikationsmittel der Mathematik im 18. Jahrhundert.
Sie war Mit-Herausgeberin (mit Pierre Costabel) des Briefwechsels von Johann I Bernoulli (Birkhäuser 1988, 1992) und gab eine französische Übersetzung der Geometrie von Albrecht Dürer heraus. Mit Amy Dahan-Dalmédico verfasste sie ein verbreitetes französischsprachiges Lehrbuch der Mathematikgeschichte, das auch ins Englische und Deutsche übersetzt wurde.
1995 bis 2015 war sie Mitherausgeberin des Revue d´histoire des mathématiques und sie ist Mitherausgeberin von Historia Mathematica.

## Schriften
- mit Amy Dahan-Dalmédico: Histoire des mathématiques. Routes et Dédales (= Axes. Sciences. 5). Études vivantes, Paris u. a. 1982, ISBN 2-7310-4112-9 (Später als: Une histoire des mathématiques. Routes et Dédales (= Points. Série sciences. 49). Éditions du Seuil, Paris 1986, ISBN 2-02-009138-0).
  - Deutsche Übersetzung: Wege und Irrwege – Eine Geschichte der Mathematik. Birkhäuser, Basel u. a. 1994, ISBN 3-7643-2561-5.
- als Herausgeberin und Übersetzerin: Albrecht Dürer: Géométrie. Éditions du Seuil, Paris 1995, ISBN 2-02-012427-0 (auch ins Spanische übersetzt).
- Faire des mathématiques par lettres. In: Revue d’histoire des mathématiques. Band 4, Nr. 1, 1998, S. 143–157, (Digitalisat).
- Constructing perspective in sixteenth-century Nuremberg. In: Mario Carpo, Frédérique Lemerle (Hrsg.): Perspective, Projections & Design. Technologies of Architectural Representation. Routledge, London u. a. 2008, ISBN 978-0-415-40204-0, S. 65–76
- mit Jean-Pierre Vittu: Les journaux savants, formes de la communication et agents de la construction des savoirs (17e–18e siècles). In: Dix-huitième siècle. Nr. 40, 2008, ISSN 0070-6760, S. 281–300, (Digitalisat).